# Avatr Technology
Avatr Technology Co., Ltd. (pronunciada "avatar") es una empresa conjunta china de fabricación de automóviles eléctricos de segmento prémium con sede en Chongqing. Tiene participación de Changan Automobile, el proveedor de baterías CATL y la tecnológica Huawei, entre otras asociaciones nacionales.

## Historia

### El origen de Changan-Nio
En 2018, Changan tenía la intención de crear una nueva empresa centrada en el desarrollo de automóviles eléctricos modernos y tecnológicamente avanzados en cooperación con Nio. Para ello, en 2018 se creó una empresa conjunta Changan-Nio con una proporción de acciones de 50:50, pero dos años después, la alianza no se materializó debido a la retirada de Nio.

### El nacimiento de Avatr
Después de la retirada de Nio, el principal accionista Changan contrató a los gigantes de las tecnologías modernas chinas: el fabricante de baterías CATL y la corporación tecnológica Huawei,  y cambió el nombre de Changan-Nio a Avatr Technology en mayo de 2021.
En noviembre de 2021, Avatr Technology lanzó su primera ronda de aumento de capital y expansión de acciones. La propiedad de Changan Automobile se diluyó del 95,38 % al 39,02 %. CATL poseía el 23,99 % y el resto estaba en manos de múltiples fundaciones de inversión. Huawei no es accionista, pero colaboró estrechamente con Avatr, proporcionándole una solución tecnológica integral.
En agosto de 2022, Avatr lanzó la ronda de financiación Serie A, después de presentar a tres inversores más respaldados por empresas privadas y gobiernos locales chinos, Avatr Technology alcanzó una escala de financiación general de casi 5 mil millones de yuanes. La participación de Changan Automobile ha aumentado del 39,02 % al 40,99 %, mientras que CATL no participó en la ampliación de capital, diluyéndose su participación del 23,99 % al 17,10 %.
En agosto de 2023, Avatr completó su ronda de financiación Serie B, logrando una valoración de casi 20 mil millones de RMB.  Changan Automobile, China Southern Industrial Asset Management y Liangjiang Industrial Fund continuaron aumentando sus inversiones. Además, atrajo capital estatal del Fondo de Inversión Industrial de Chongqing, China Everbright Investment y Guangkai Holdings. Changan Automobile sigue siendo el mayor accionista, con su participación de propiedad sin cambios en el 40,99 %. CATL es el segundo mayor accionista, con una participación de propiedad que disminuyó del 17,10 % al 14,10 %, y la Fundación Chongqin Cheng'an, una fundación de propiedad estatal, es el tercer mayor accionista, con una participación de propiedad que disminuyó del 13,55 % al 11,17 %.

## Products
El primer vehículo Avatr fue el gran SUV E11 totalmente eléctrico, que se destaca de los diseños de la competencia por su larga autonomía con una carga de aproximadamente 700 km (435 mi).
El inicio de la producción del primer modelo para el mercado interno chino estaba previsto para el segundo trimestre de 2022, estando previstas las entregas de las primeras unidades para finales del mismo año. Finalmente, el modelo de producción llamado Avatr 11, con la letra "E" finalmente eliminada de su nombre, debutó oficialmente en agosto de 2022. Las ventas del coche eléctrico de lujo comenzaron en noviembre de 2022, un año después del lanzamiento oficial de la nueva empresa, posicionándolo como un producto premium con un precio de 51.800 dólares.  Al mismo tiempo, Avatr Technology expresó su voluntad de ampliar su oferta de modelos con 4 autos nuevos para 2025. El primer modelo que forma parte de la expansión de la marca Avatr es el auto ejecutivo, bautizado como 12. , que se presentó oficialmente en julio de 2023.

### Actual
- Avatr 11 (2022-presente), SUV mediano, BEV/REEV
- Avatr 12 (2023-presente), sedán mediano BEV/REEV
- Avatr 07 (2024–present), SUV mediano, BEV/REEV
- Avatr 06 (2025–present), sedan mediano,BEV/REEV

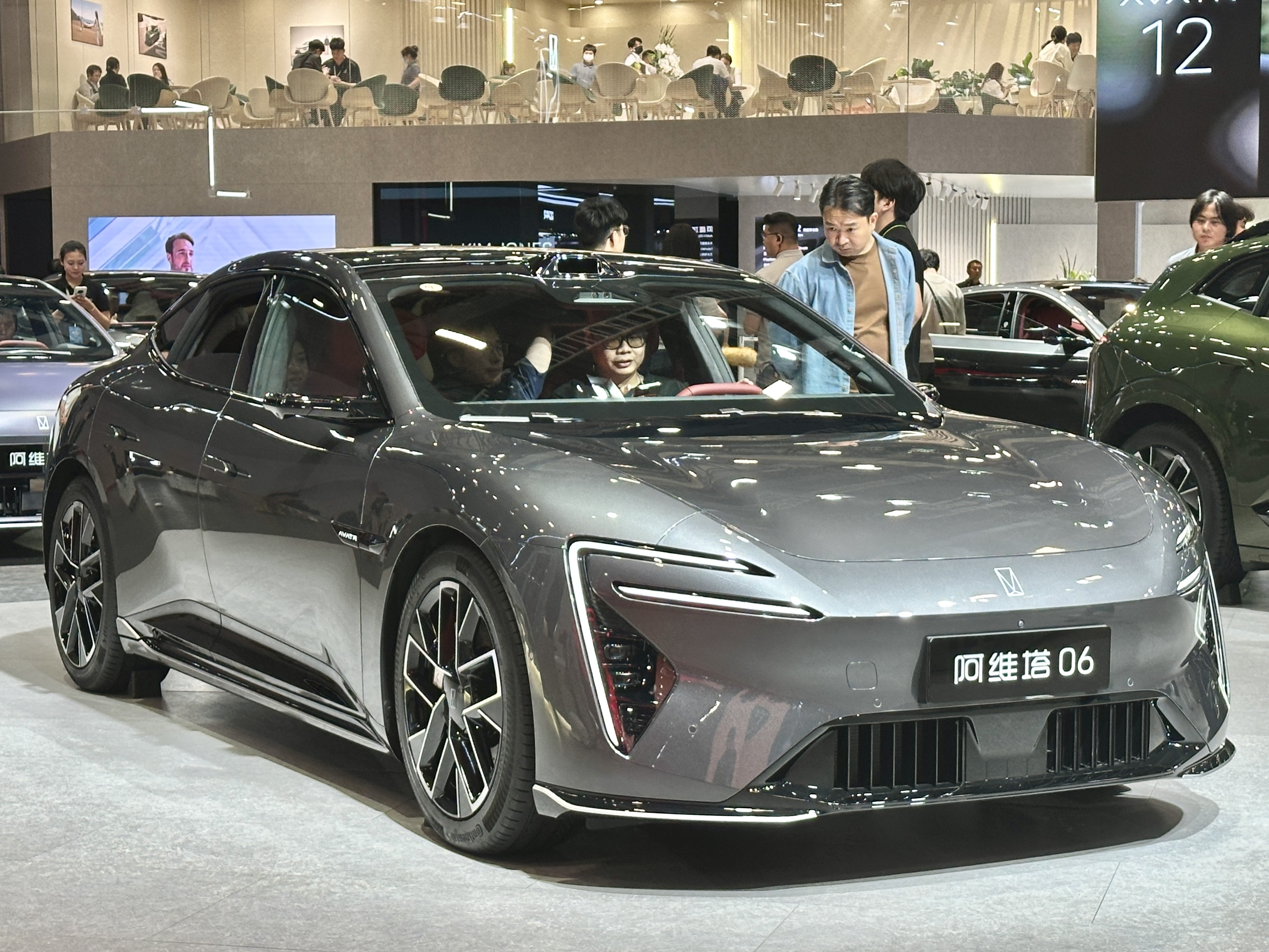
Avatr 06
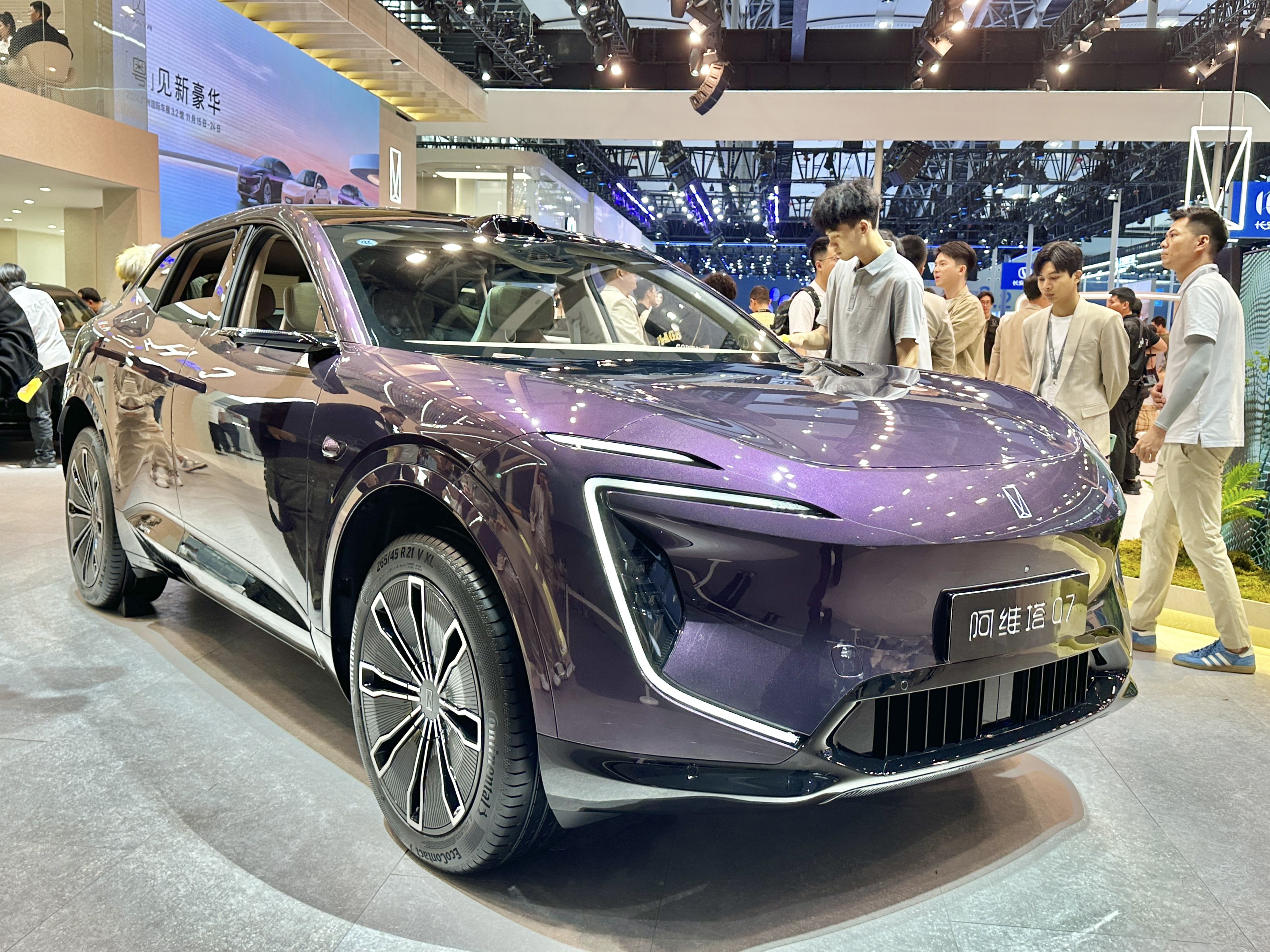
Avatr 07
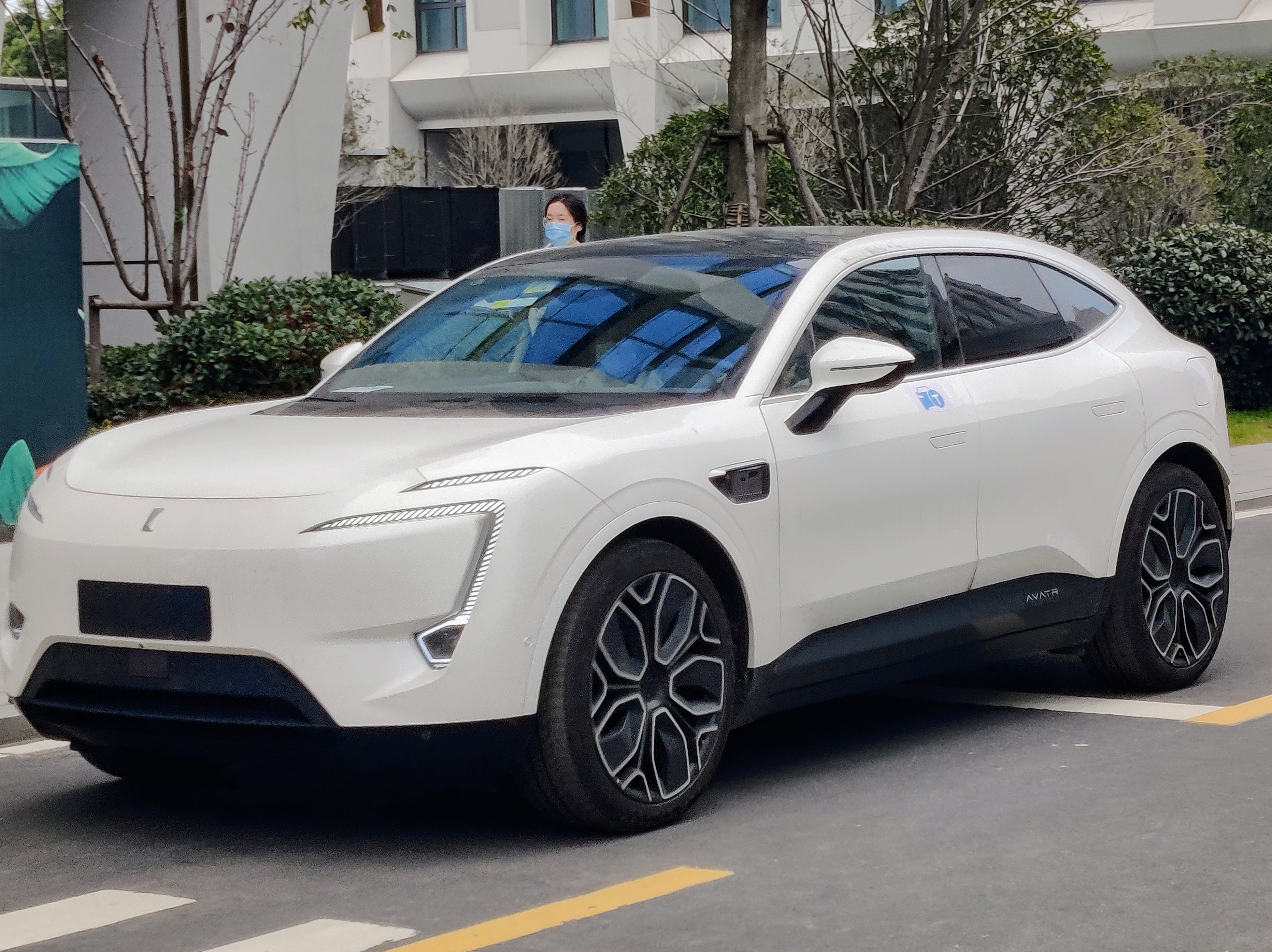
Avatr 11
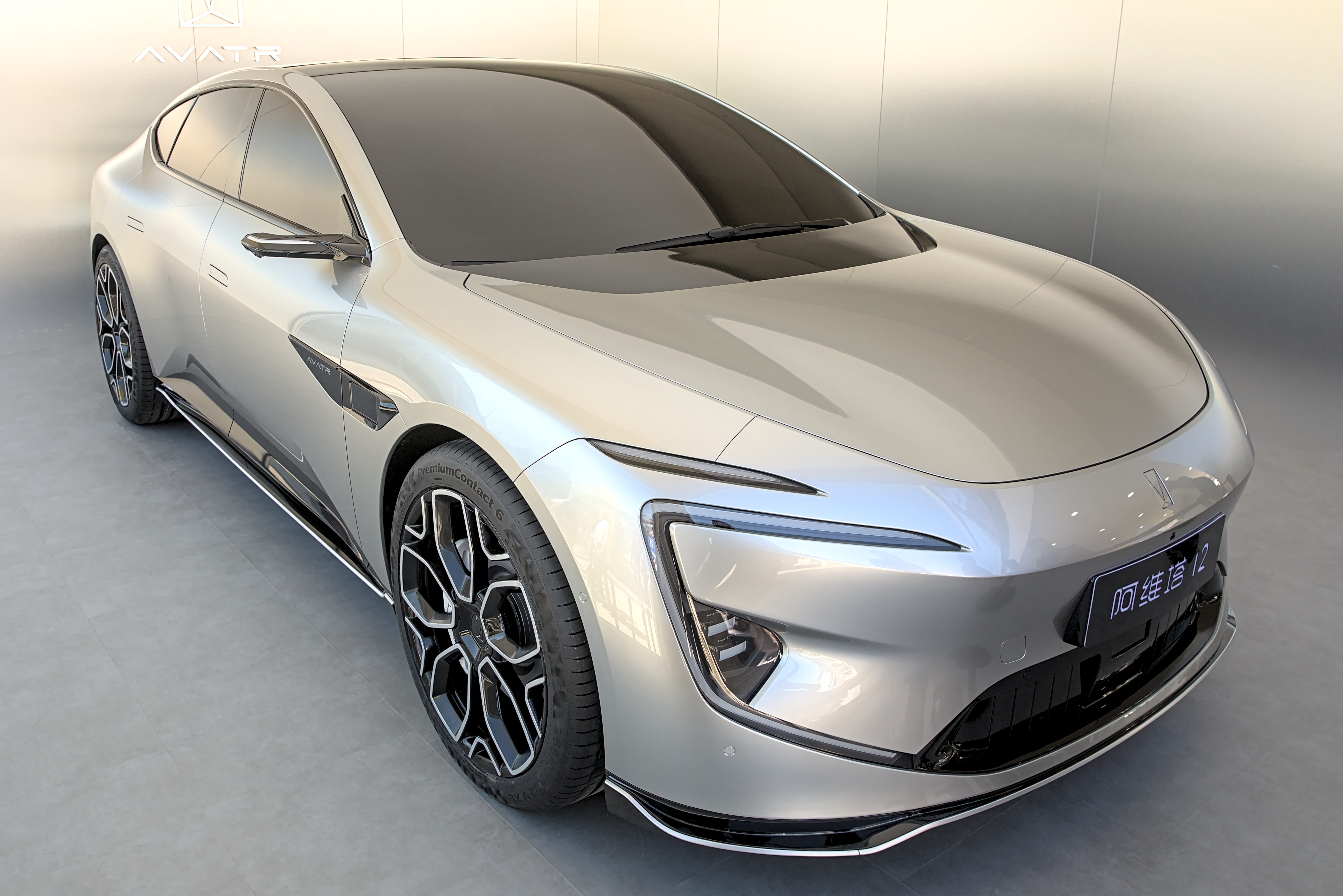
Avatr 12

## Ventas
| Año  | Ventas |
| ---- | ------ |
| 2022 | 757    |
| 2023 | 27.700 |